# ماسیمو فورنونی
ماسیمو فورنونی (انگلیسی: Massimo Fornoni؛ زادهٔ ۳ فوریهٔ ۱۹۸۹) بازیکن فوتبال اهل ایتالیا است.
از باشگاه‌هایی که در آن بازی کرده‌است می‌توان به باشگاه فوتبال کروتونه اشاره کرد.